# Donja Borina
Donja Borina (izvirno srbsko Доња Борина) je naselje v Srbiji, ki upravno spada pod Občino Mali Zvornik; slednja pa je del Mačvanskega upravnega okraja.

## Demografija
V naselju živi 1.346 polnoletnih prebivalcev, pri čemer je njihova povprečna starost 37,9 let (36,5 pri moških in 39,4 pri ženskah). Naselje ima 546 gospodinjstev, pri čemer je povprečno število članov na gospodinjstvo 3,17.
To naselje je, glede na rezultate popisa iz leta 2002, večinoma srbsko, a v času zadnjih 3 popisov je opazen porast števila prebivalcev.
|  |

| Demografija | Demografija     | Demografija     |
| Leto        | Št. prebivalcev | Št. prebivalcev |
| ----------- | --------------- | --------------- |
|             |                 |                 |
|             |                 |                 |
|             |                 |                 |
|             |                 |                 |
| 1948        | 1187            |                 |
| 1953        | 1290            |                 |
| 1961        | 1395            |                 |
| 1971        | 1446            |                 |
| 1981        | 1521            |                 |
| 1991        | 1707            | 1627            |
| 2002        | 1830            | 1731            |
|             |                 |                 |

| Etnična sestava po popisu iz leta 2002 | Etnična sestava po popisu iz leta 2002 | Etnična sestava po popisu iz leta 2002 | Etnična sestava po popisu iz leta 2002 | Etnična sestava po popisu iz leta 2002 |
| -------------------------------------- | -------------------------------------- | -------------------------------------- | -------------------------------------- | -------------------------------------- |
| Srbi                                   | Srbi                                   |                                        | 1.706                                  | 98,55%                                 |
| Jugoslovani                            | Jugoslovani                            |                                        | 8                                      | 0,46%                                  |
| Črnogorci                              | Črnogorci                              |                                        | 7                                      | 0,40%                                  |
| Rusi                                   | Rusi                                   |                                        | 3                                      | 0,17%                                  |
| Muslimani                              | Muslimani                              |                                        | 2                                      | 0,11%                                  |
| Madžari                                | Madžari                                |                                        | 1                                      | 0,05%                                  |
| Neznano                                | Neznano                                |                                        | 4                                      | 0,23%                                  |